# Lloyd Mondory
Lloyd Mondory (Cognac, 26 d'abril del 1982) és un ciclista francès professional des del 2004 al 2015. En el seu palmarès destaca la victòria a la Copa de França de ciclisme de 2006 i el Gran Premi del cantó d'Argòvia de 2008.
El 10 de març de 2015 s'anuncià que Mondory havia donat positiu per EPO en un control realitzat el 17 de febrer d'aquell mateix any, per la qual cosa fou suspès provisionalment per l'UCI. El 30 d'octubre del mateix any, va ser suspès definitivament per quatre anys a partir de la data del positiu. També se li van anul·lar els resultats del 17 de febrer al 10 de març de 2015.

## Palmarès
- 2000
  - 1r al Trofeu Centre Morbihan
- 2002
  - Vencedor d'una etapa de la Triptyque des Barrages
- 2003
  - 1r a la Kreiz Breizh Elites
  - Vencedor d'una etapa del Tour du Loir-et-Cher
- 2006
  - 1r de la Copa de França
- 2008
  - 1r al Gran Premi del cantó d'Argòvia
  - Vencedor del Gran Premi de la Muntanya de la Tirreno-Adriatico
  - Vencedor d'una etapa de la París-Corrèze
- 2011
  - Vencedor d'una etapa de l'Étoile de Bessèges
  - Vencedor de la classificació dels esprints de la Volta a Suïssa
- 2014
  - Vencedor d'una etapa a la Volta a Burgos

### Resultats al Tour de França
- 2009. 133è de la classificació general
- 2010. 118è de la classificació general

### Resultats al Giro d'Itàlia
- 2007. 108è de la classificació general

### Resultats a la Volta a Espanya
- 2008. 120è de la classificació general
- 2011. 84è de la classificació general
- 2012. 104è de la classificació general
- 2013. 114è de la classificació general
- 2014. Abandona (15a etapa)